# Velká Turná
Velká Turná (en allemand : Groß Turna) est une commune du district de Strakonice, dans la région de Bohême-du-Sud, en République tchèque. Sa population s'élevait à 168 habitants en 2020.

## Géographie
Velká Turná se trouve à 10 km au nord-nord-est de Strakonice, à 56 km au nord-ouest de České Budějovice et à 89 km au sud-sud-ouest de Prague.
La commune est limitée par Sedlice au nord, par Drhovle à l'est, par Osek au sud, et par Bavorov et Radomyšl à l'ouest.

## Histoire
La première mention écrite du village date de 1372.

## Transports
Par la route, Velká Turná se trouve à 14 km de Strakonice, à 71 km de České Budějovice et à 128 km de Prague.